# Grechuta (album)
Grechuta – pierwszy autorski album Wojciecha Majewskiego pochodzący z roku 2001 i zawierający jazzowe interpretacje piosenek Marka Grechuty. Płyta została wydana przez wytwórnię Sony Music Entertainment Poland i otrzymała nominację do nagrody Fryderyk 2001 w kategorii "album jazzowy roku" a jej autor w kategorii "muzyk jazzowy roku".

## Utwory
1. "Wszystko dla Twej miłości"
2. "Będziesz moją panią"
3. "Lanckorona"
4. "Dzieciństwo moje"
5. "Gdzieś w nas"
6. "Spij bajki śnij"
7. "Wyszło z boru/Zazdrość moja"
8. "Ocalić od zapomnienia"
9. "Dni, których nie znamy"
10. "Zmienionaż po rozłące"

Kompozycje: M.Grechuta, z wyjątkiem nr.9 – M.Grechuta i J.K.Pawluśkiewicz
Aranżacje: W.Majewski, z wyjątkiem nr.2 – R.Majewski

## Skład
- Tomasz Szukalski – saksofon tenerowy
- Robert Majewski – trąbka
- Paweł Pańta – kontrabas
- Marcin Jahr – perkusja
- Wojciech Majewski – fortepian